# Awa (Tokushima)
Awa (阿波市, Awa-shi?) è una città giapponese della prefettura di Tokushima.